# Kos

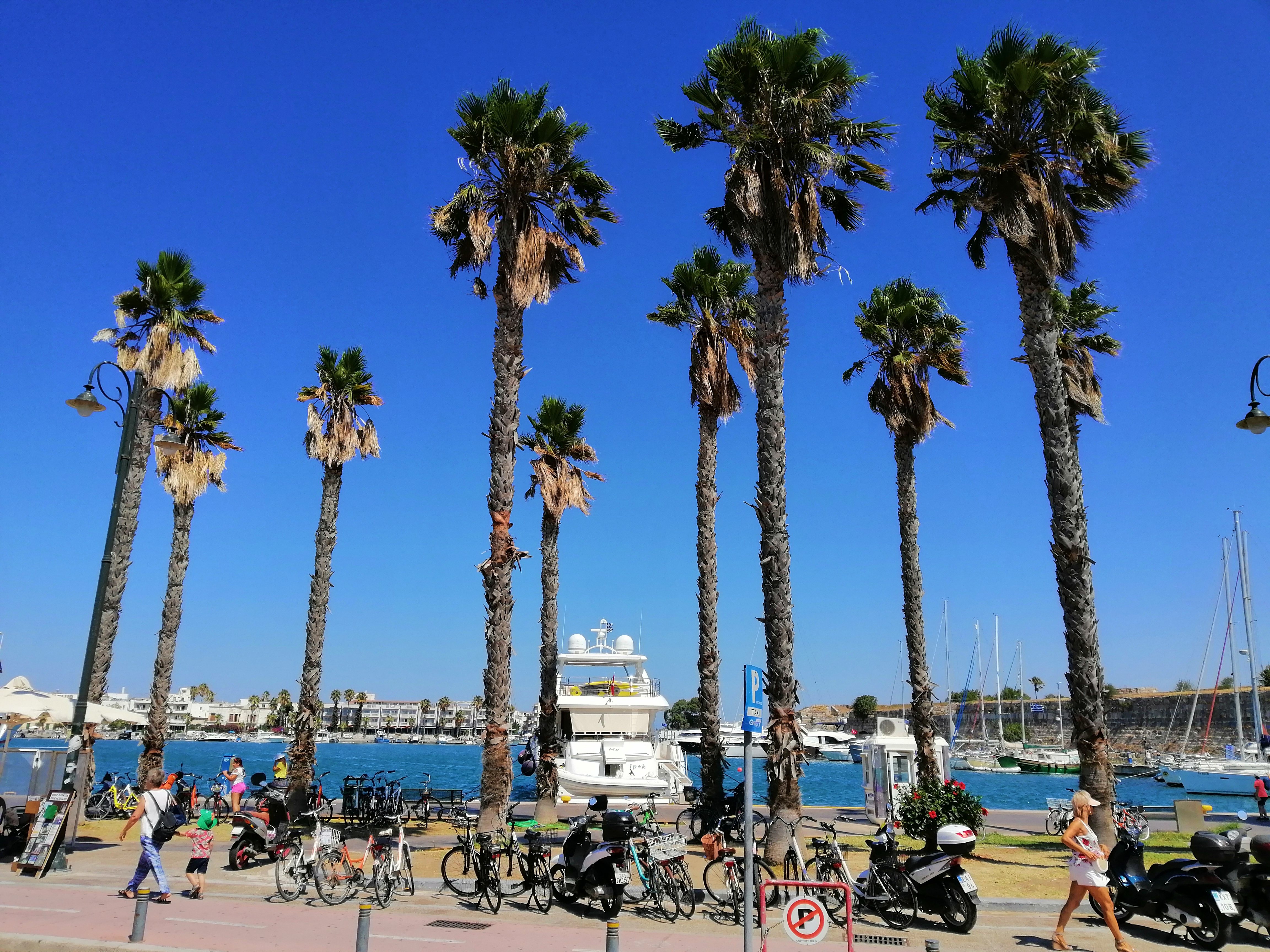
Haven van Kos

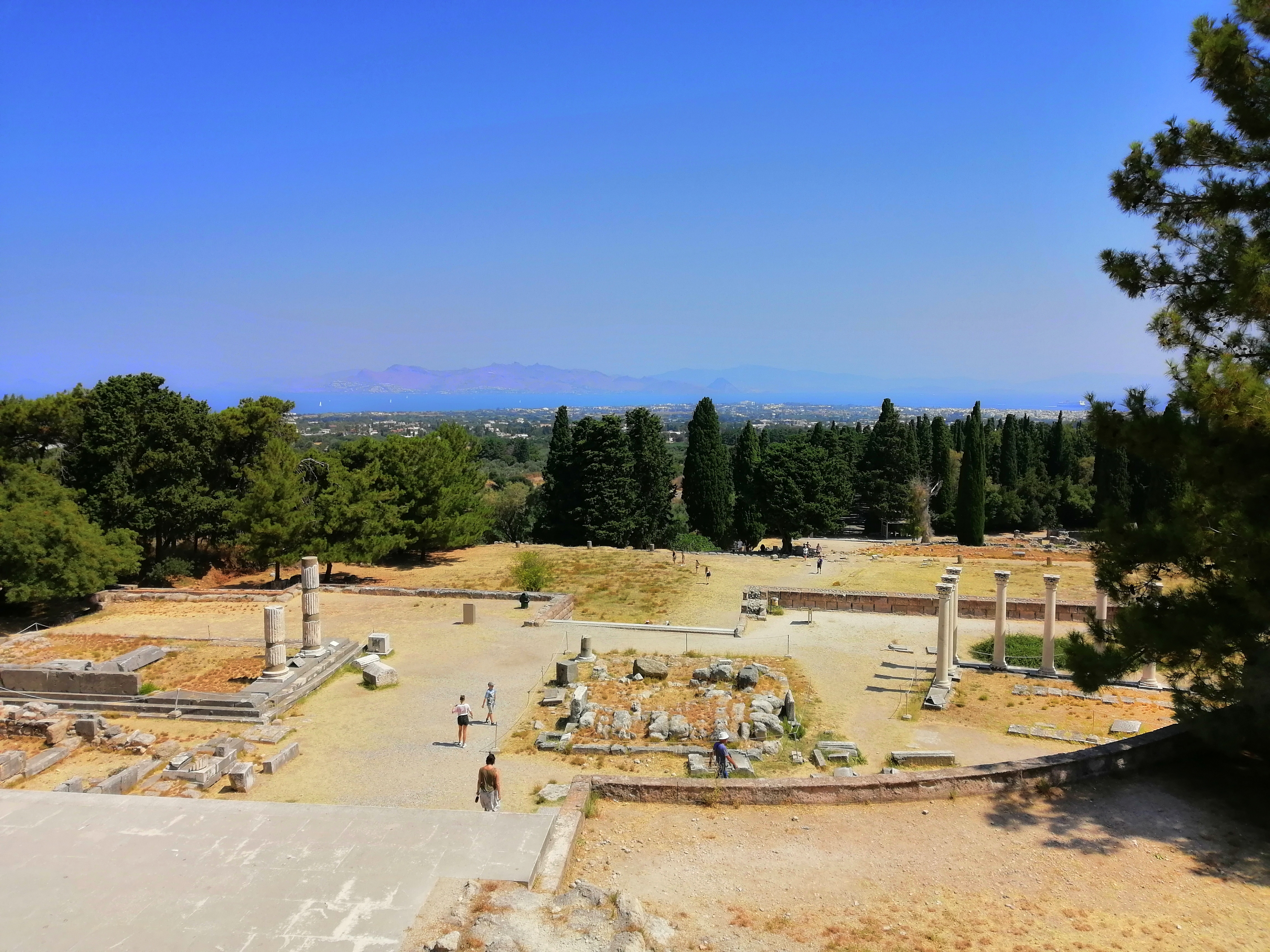
Het asklepieion op Kos

Kos (Grieks: Κως) is een eiland in het oosten van de Egeïsche Zee, dat tot Griekenland behoort. Kos is het op twee na grootste eiland van de Dodekanesos, de Twaalf Eilanden. De hoofdstad van het eiland is de gelijknamige plaats Kos, aan het noordoosten van het eiland. Het eiland speelde in de klassieke oudheid een rol van betekenis. De arts en filosoof Hippocrates, de schilder Apelles, de criticus Philitas en de farao Ptolemaeus II Philadelphus waren afkomstig van Kos. Verschillende ruïnes zoals het Asklepieion en het gymnasion herinneren aan deze tijd. Kos is in de loop van de geschiedenis in Egyptische, Byzantijnse, Genuaanse, Ottomaanse en Italiaanse handen geweest.
Het eiland ligt voor de kust van Turkije ter hoogte van Bodrum, ten noordwesten van Rodos en ten zuidoosten van Samos. Kos is tevens de naam van de gemeente (δήμος, dimos), waartoe de stad Kos behoort. Het eiland is 40 km bij 8 km groot en heeft een oppervlakte van circa 290 km². Bij de volkstelling van 2011 telde het eiland 33.300 inwoners. Deze inwoners zijn verdeeld over drie deelgemeenten: Dikaio, Irakleides en Kos stad. Toerisme is een zeer belangrijke bron van inkomsten voor Kos.

## Geschiedenis
Het eiland werd oorspronkelijk door Kariërs gekoloniseerd. De Doriërs namen het eiland in de elfde eeuw v.Chr. in. Het grootste deel van de Doriërs was afkomstig uit Epidaurus en zij namen hun Asklepios-cultus mee. Tijdens de Perzische Oorlogen werd Kos door tirannen geregeerd, terwijl het officieel een oligarchisch bewind had. Later trad het eiland toe tot de Delische Bond.
Tijdens de Peloponnesische Oorlog diende Kos als belangrijkste basis op de Egeïsche Zee voor Atheense troepen en vloot (411-407 v.Chr.), nadat Rhodos in opstand was gekomen. De Perzen werden er tweemaal verdreven. In 366 v.Chr. werd de democratie op Kos gevestigd en de stad Kos gebouwd. Tijdens de Bondgenotenoorlog (357-355 v.Chr.) keerde Kos zich tegen Athene, om daarna onder het bewind van koning Maussollos van Carië te vallen.
Onder Alexander de Grote en de Ptolemaeën bereikte de ontwikkeling van Kos haar hoogtepunt en werd het een centrum voor de wetenschap. In 310 v.Chr. veroverde Ptolemaeus I Soter Kos op Antigonos I Monophthalmos. De Ptolemeeën gebruikten Kos als maritieme buitenpost om de Egeïsche Zee te beheersen. Op de dependance van het gymnasium van Alexandrië op Kos kregen de Ptolemeïsche prinsen onderwijs. Cleopatra bewaarde een deel van haar goudvoorraad op Kos.
In de oudheid werd Kos ook wel Meropis of Nymphaea genoemd. Diodoros van Sicilië en Strabo omschrijven een goed ommuurde haven. De ligging van Kos gaf het een belangrijke rol in de handel op de Egeïsche Zee, terwijl het eiland zelf volgens Plinius bekendstond om zijn goede wijn en later ook vanwege de zijde-industrie. Dichters die moe waren van Alexandrië vestigden zich op Kos. In de oudheid was Kos beroemd vanwege het sanatorium, het Asklepieion. Behalve Hippocrates zijn ook de schilder Apelles en de dichter Philitas en misschien Theocritus beroemde Griekse burgers van Kos.
In het jaar 2 werd Kos onderdeel van het Romeinse Rijk waar het vanaf het jaar 53 de titel kreeg van "vrije stad". Dit was o.a. te danken aan de open houding die Kos toonde richting de Romeinen, in tegenstelling tot het buureiland Rhodos. Na de splitsing van het Romeinse Rijk in 395 werd Kos deel van het Byzantijnse Rijk. Na de Vierde Kruistocht zou het in handen komen van het Keizerrijk Nicea maar na verloop van tijd als protectoraat door de Republiek Genua geregeerd worden. Zij gaven het bestuur in handen van de Johannieterorde (Orde van Malta) die het kasteel van Neratzia bouwden. In de 14e eeuw kreeg het eiland steeds meer te lijden van Turkse aanvallen.
Na het Beleg van Rhodos in 1522 werd Kos samen met Rhodos onderdeel van het Ottomaanse Rijk. Deze heerschappij zou vier eeuwen duren. Tijdens de Orlovopstand van 1770 deden de Russen een poging om het eiland in te nemen maar deze mislukte. Met de Italiaans-Turkse Oorlog werd het eiland in 1912 onderdeel van het koninkrijk Italië. In 1933 vond een zware aardbeving plaats waarbij veel oude gebouwen vernietigd werden. Toen de Italianen zich in 1943 tijdens de Tweede Wereldoorlog aansloten bij de Geallieerden streden de Britten en Italianen tijdens de Slag om Kos tegen de Duitsers. Duitsland won de slag en 100 Italiaanse officieren werden door de Duitsers gefusilleerd. Na de oorlog kwam het eiland onder Brits protectoraat te staan, waarna het vanaf 1947 onderdeel ging uitmaken van Griekenland.
Er vond tijdens de nacht van 20 juli op 21 juli 2017 rond 1.30 uur 's nachts op Kos en in de Turkse stad Bodrum een zware aardbeving plaats. De aardbeving was het zwaarst te voelen in de stad Kos, met een kracht van 6,7 op de schaal van Richter. De aardbeving werd door een kleine tsunami gevolgd. Er vielen twee doden. 115 mensen raakten gewond, waarvan 12 ernstig.

## Geografie
Kos is een langgerekt eiland, grofweg georiënteerd in oostnoordoostelijke richting. Het van oorsprong vulkanische eiland kent zowel vruchtbare vlaktes als onvruchtbaar bergland. Het hoofddeel van het eiland meet ruim 30 bij 8 km en wordt gedomineerd door een keten van heuvels en bergen op de zuidelijke helft, met als hoogste top de Dikeos (846 m). Aan de zuidkant van deze keten is de kuststrook zeer smal, aan de overige zijden zijn er uitgestrekte glooiende en vlakke gebieden. De Dikeos (of Dikaios) is niet meer actief vulkanisch, maar het karakter is wel te merken aan enkele warmwaterbronnen, zoals de Embros Thermae.
Aan het zuidwestelijke uiteinde van Kos is er een heuvelachtig schiereiland, Kefalos, met het gelijknamige dorp.
Aan de kust van Kos komen verschillende soorten zeeschildpadden voor, waaronder de beschermde onechte karetschildpad. Verder kan men overal op het eiland landschildpadden tegenkomen.
Kos-Stad is de hoofdstad van het eiland, heeft de grootste haven en is het toeristische en culturele centrum. Dicht bij de haven ervan staat de 14e-eeuwse burcht de Neratzia, die in 1315 door de ridders van St. Johannes van Rodos is gebouwd. In het centrum van de stad ligt een oude marktplaats, een agora. Het oude Asklepieion bevindt zich tussen Kos-Stad en de Dikeos.
Afgezien van de hoofdplaats lagen de belangrijkste nederzettingen van het eiland traditioneel in het heuvelland, zoals de plaats Antimachia. De kustplaatsen vormden satellietdorpen waar mensen vooral tijdelijk verbleven. Door de opkomst van het toerisme is het zwaartepunt verschoven naar de badplaatsen. Op de helling van de Dikeos ligt het zeer toeristische dorpje Zia.

### Plaatsen
Enkele grotere plaatsen op het eiland zijn Kos, Kefalos, Kardamena, Tigaki, Antimachia, Mastichari, Marmari en Pyli.
Kleinere plaatsen zijn Asfendiou, Zipari, Platani en Lagoudi.

### Klimaat
| Maand                       | jan  | feb  | mrt  | apr  | mei  | jun  | jul  | aug  | sep  | okt  | nov  | dec  | Jaar |
| --------------------------- | ---- | ---- | ---- | ---- | ---- | ---- | ---- | ---- | ---- | ---- | ---- | ---- | ---- |
| Gemiddeld maximum (°C)      | 16,5 | 16,5 | 18,2 | 21,2 | 25,4 | 30,0 | 30,9 | 30,6 | 27,4 | 23,5 | 19,3 | 16,5 | 23,0 |
| Gemiddeld minimum (°C)      | 6,5  | 6,5  | 8,2  | 11,2 | 15,4 | 20,1 | 24,6 | 24,3 | 21,1 | 17,2 | 13,0 | 9,9  | 14,8 |
|                             |      |      |      |      |      |      |      |      |      |      |      |      |      |
| Neerslag (mm)               | 158  | 118  | 78   | 36   | 16   | 6    | 1    | 2    | 12   | 53   | 81   | 149  | 59,2 |
| Bron: Weer Kos - Worldmeteo |      |      |      |      |      |      |      |      |      |      |      |      |      |

## Bestuurlijke indeling
Het eiland Kos is sinds de bestuurlijke herindeling van 2011, met het Programma Kallikratis, één gemeente (δήμος = dimos). De vroegere gemeenten op het eiland (Dikaios, Irakleides en Kos-Stad) werden toen als zelfstandig bestuursorgaan opgeheven en werden deelgemeenten van Kos. Per deelgemeente zijn de verschillende plaatsen gegroepeerd in lokale gemeenschappen (δημοτικές κοινότητες = dimotikes kinótites).
Samen met de naburige eilandgemeente Nisyros vormt Kos een regionale eenheid, die eveneens Kos heet (Περιφερειακή ενότητα Κω), binnen de regio Zuid-Egeïsche Eilanden.
| Plaats     | Postcode | Deelgemeente |
| ---------- | -------- | ------------ |
| Antimachia |          | Irakleides   |
| Asfendiou  |          | Dikaio       |
| Kardamena  |          | Irakleides   |
| Kefalos    |          | Irakleides   |
| Kos        | 853 00   | Kos          |
| Marmari    | 853 00   | Dikaio       |
| Mastichari |          | Irakleides   |
| Platani    |          |              |
| Pyli       |          | Dikaio       |
| Tigaki     |          | Dikaio       |
| Zia        | 853 00   | Dikaio       |
| Zipari     |          | Dikaio       |

Deze plaatsen liggen in de gemeente Kos.

## Economie
Toerisme is een belangrijke inkomstenbron voor Kos. De zandstranden zijn de voornaamste attractie. Verder zijn er grote hotels, horecagelegenheden en souvenirwinkels. De vruchtbare delen van het eiland, en dan vooral het vlakkere deel, worden voor landbouw gebruikt. De belangrijkste producten die worden verbouwd zijn druiven, amandelen, vijgen en olijven.
Hoewel Kos een eiland is, is er betrekkelijk weinig vis te koop. Lange tijd is er rondom Kos met dynamiet gevist. Door de explosies kwamen de vissen verdoofd naar het oppervlak drijven waarna het eenvoudig was ze te vangen. Hoewel dit een effectieve manier van vissen leek, bleken later de visgronden dermate zwaar beschadigd dat de visstand rondom Kos ernstig teruggelopen was.
Veel restaurants huren lokale vissers in die zorgen voor een dagelijkse verse aanvoer van vis.

## Bezienswaardigheden
Bij de ingang van de haven staat het 15e-eeuwse Neratziafort dat gebouwd is door de Johannieterorde. In de stad bevinden zich diverse ruïnes uit de klassieke oudheid zoals het gymnasion, de Agora, het Odeion en de Romeinse villa Casa Romana. Buiten de stad staat de ruïne van het Asklepieion. Dit was een sanatorium in het Oude Griekenland en tevens een heiligdom voor de god van de geneeskunde Asklepios. Op Kos zijn diverse gedenktekens voor de arts Hippocrates, alsmede voor Asklepios, die leermeester zou zijn geweest van Hippocrates. Beroemd is bijvoorbeeld de plataan van Hippocrates, die in de hoofdstad Kos staat. Er is ook een museum aan Hippocrates gewijd.
De lokale bevolking stelt dat Alexander de Grote het eiland bezocht zou hebben en hier een toespraak heeft gehouden. Dit is waarschijnlijk niet waar maar er staat in de stad wel een gedenkteken ter ere van hem.

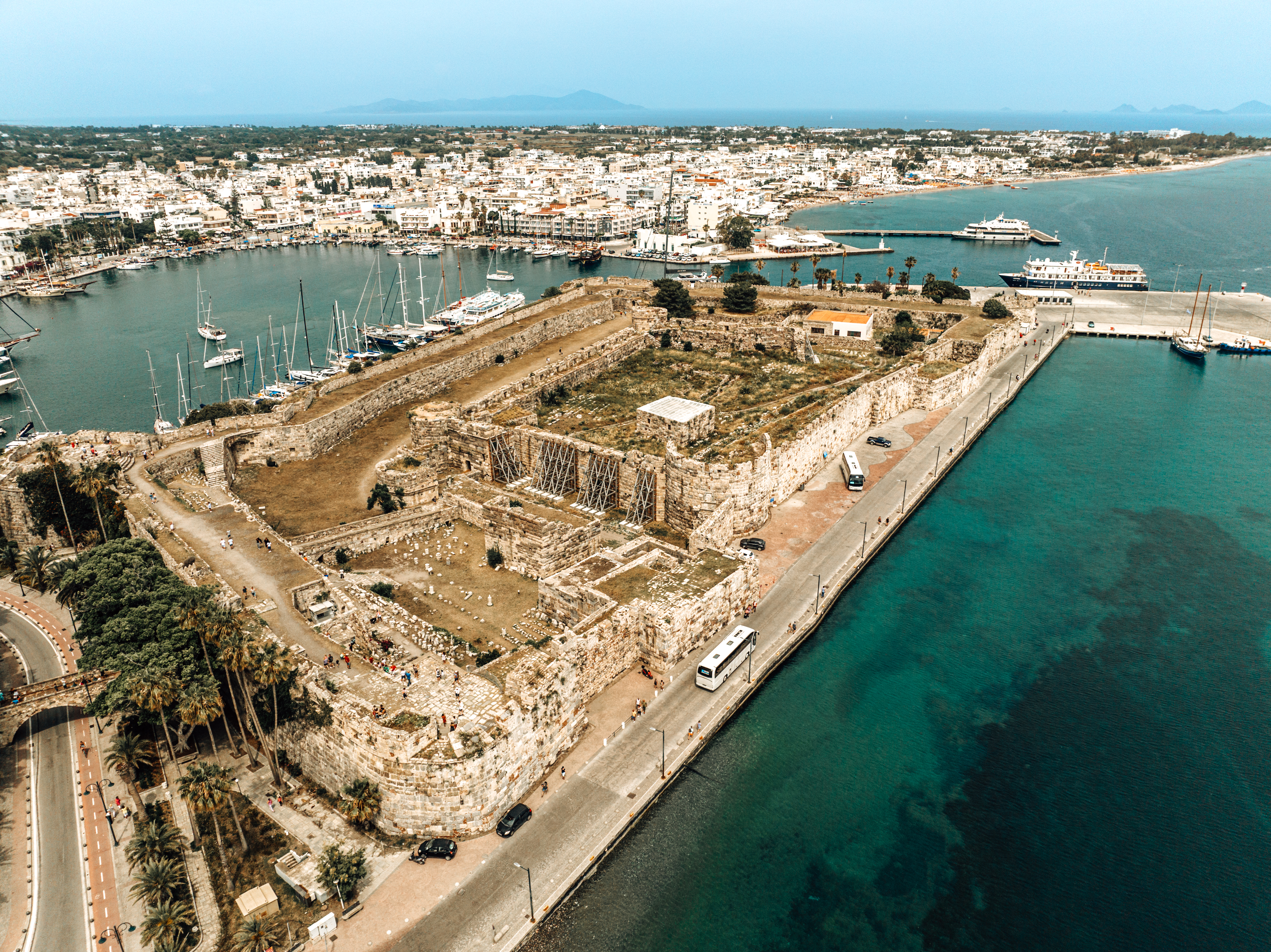
Het Neratziafort
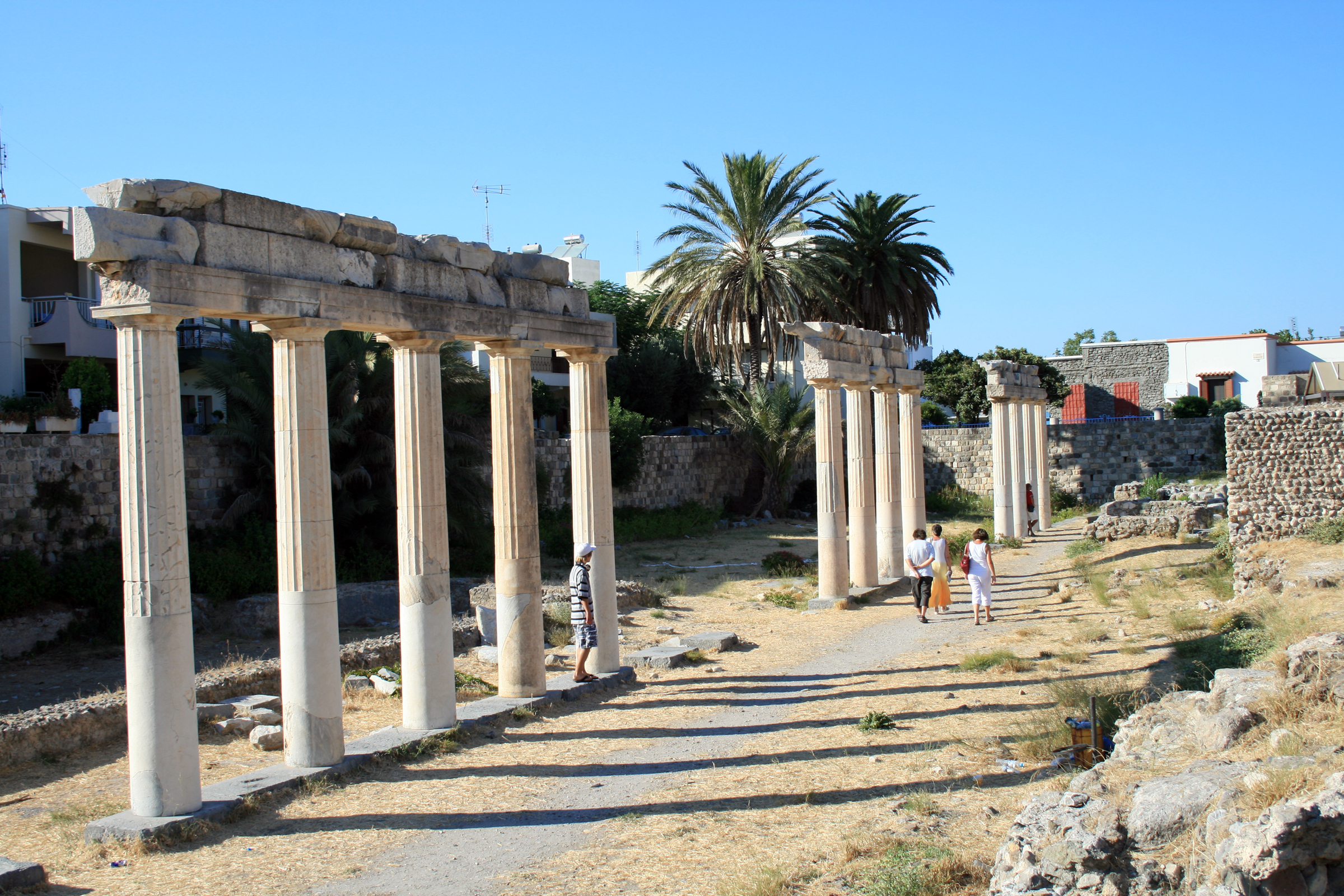
Het gymnasion
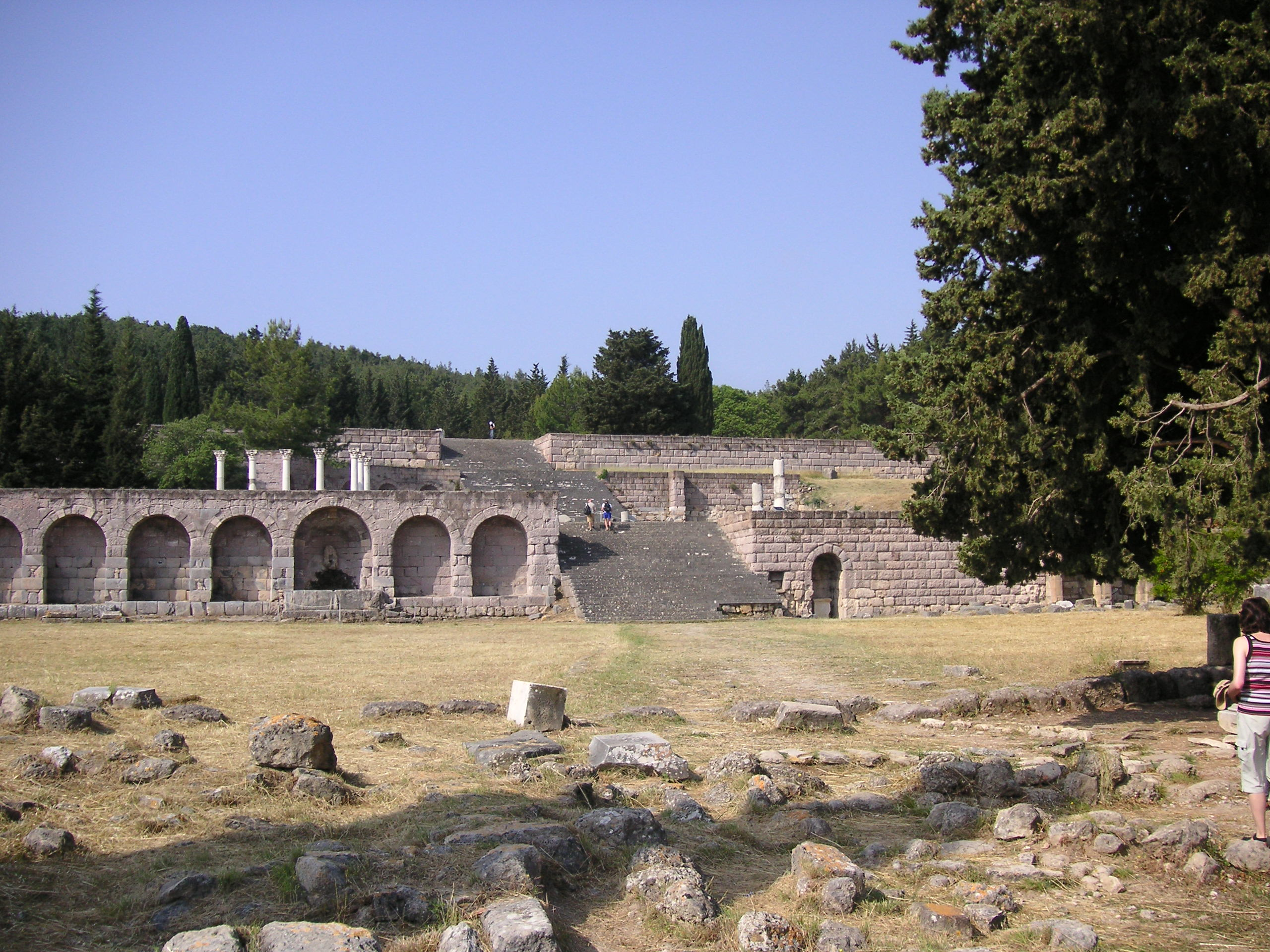
Het Asklepieion
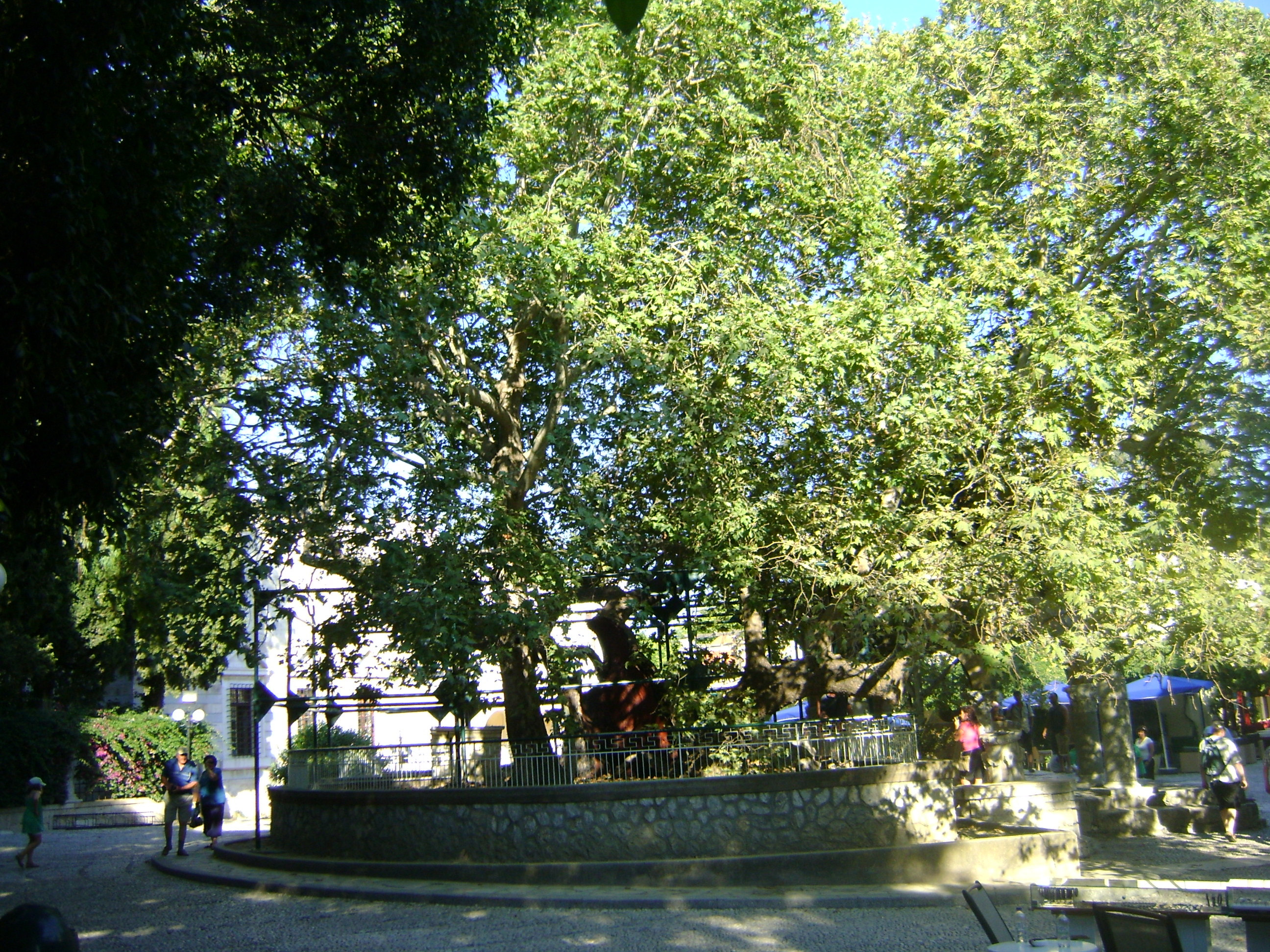
De plataan van Hippocrates met een ondersteunende constructie
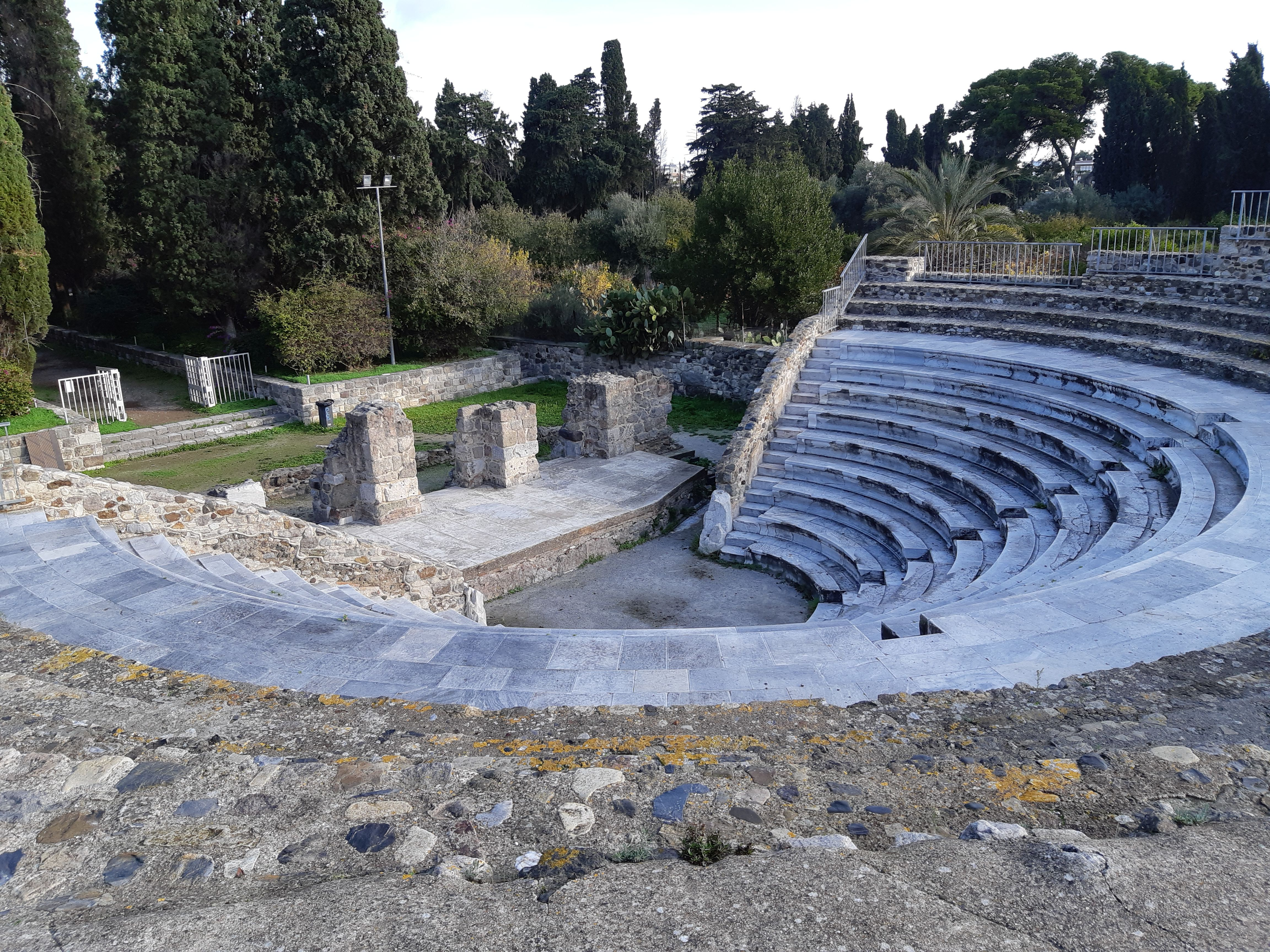
Het gerestaureerde Romeinse theater
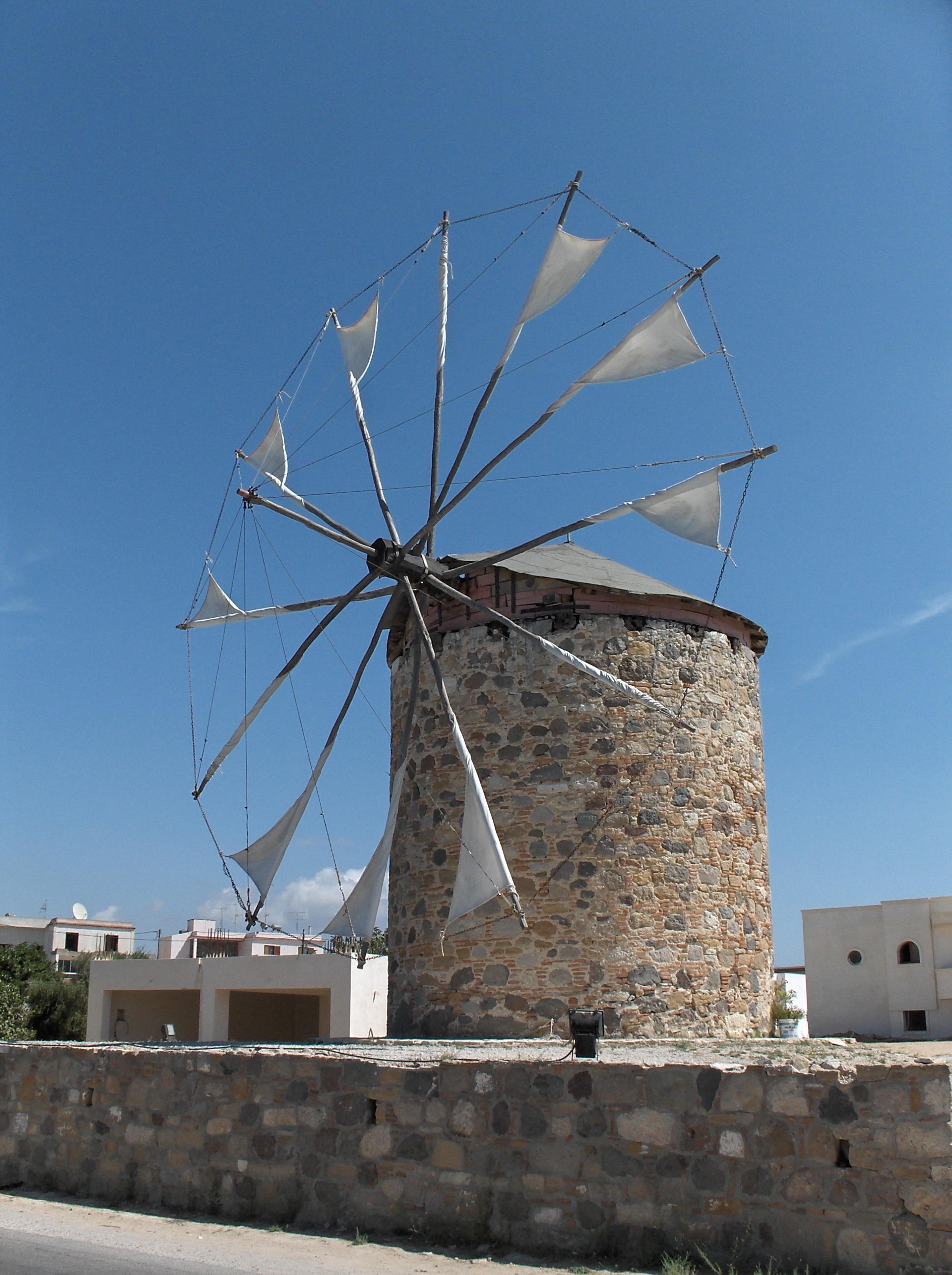
Windmolen in Antimachia

## Verkeer en vervoer
Kos heeft een vliegveld, luchthaven Kos. Er zijn goede veerverbindingen, vanaf de stad Kos, tussen Kos en andere Griekse eilanden. Vanaf het zuiden van Kos, van havenplaats Kardamena is er een bootverbinding naar Nisyros, aan het noorden vanaf Mastichari onder andere naar Kalymnos. Ook is er een veerverbinding met Bodrum (stad).